# علي بيغلو (ميانة)
علي بيغلو هي قرية في مقاطعة ميانة، إيران. عدد سكان هذه القرية هو 21 في سنة 2006.